# Ekkehard Teichreber
Ekkehard Teichreber (* 8. April 1948 in Bremen) ist ein ehemaliger deutscher Radrennfahrer und nationaler Meister im Radsport.

## Sportliche Laufbahn
Teichreber war Spezialist für Querfeldeinrennen. Bei den deutschen Meisterschaften 1973 wurde Vize-Meister, wenige Wochen später gewann er bei der UCI-Weltmeisterschaft im Querfeldeinrennen in Großbritannien die Bronzemedaille. Im Jahr zuvor (wie auch 1971) war er im Championat bereits Vierter geworden. 1974 war er ebenfalls erfolgreich: er wurde erneut Vize-Meister in der nationalen Meisterschaft, bei der Weltmeisterschaft gewann er wiederum Bronze. 1976 und 1977 kamen noch je eine Bronzemedaille bzw. eine Silbermedaille (1977) bei den Titelkämpfen in Hannover hinter Robert Vermeire aus Belgien dazu. Die Serie der zweiten Plätze bei den deutschen Meisterschaften setzte er 1975 und 1976 fort. 1978 gelang es ihm schließlich, den Meistertitel bei den Amateuren vor Rainer Paus zu gewinnen.  Er startete zunächst beim Beginn seiner Laufbahn für den Verein RV Hansa Bremen, später für die RRG Bremen. 1980 beendete er seine Laufbahn.

## Berufliches
Nach seiner Laufbahn betrieb er in Bremen einen Fahrradladen, Radsport Teichreber, der später umzog und umfirmierte in „Teichreber Manufaktur“. Teichreber verkaufte den Laden im Jahre 2017 und er musste 2021 schließen.

## Engagement im BMX
Inspiriert durch den Sohn einer Freundes begann Teichreber sich 1979 im damals in Deutschland noch nicht existenten Sport BMX zu engagieren. Er initiierte den Bau der ersten BMX-Bahn Deutschlands in Bremen-Grohn und begann in seinem Laden BMX-Räder zu verkaufen. Im Jahre 1981 organisierte er das allererste überregionale BMX-Rennen Deutschlands. Über die folgenden Jahre war Teichreber bundesweit in allen Aspekten des BMX-Sportes involviert, unter anderem als Herausgeber des ersten BMX-Magazines „BMX Special“ (später „BMX-Speed“) und Organisator bundesweiter Rennserien.